# Домиций Антигон
Домиций Антигон (на латински: Domitius Antigonus) e политик и сенатор на Римската империя през 3 век.
През 235 – 236 г. той е управител на провинция Долна Мизия.